# Fulija
Koordinati:   44°01′01″N, 15°06′46″E
Fulija je majhen nenaseljen otoček v srednji Dalmaciji (Hrvaška).
Otoček leži med Ravo in Ižem, od katerega je oddaljen okoli 0,6 km. Njegova površina meri 0,088 km². Dolžina obalnega pasu je 1,23 km. Najvišji vrh je visok 43 mnm.